# Than củi

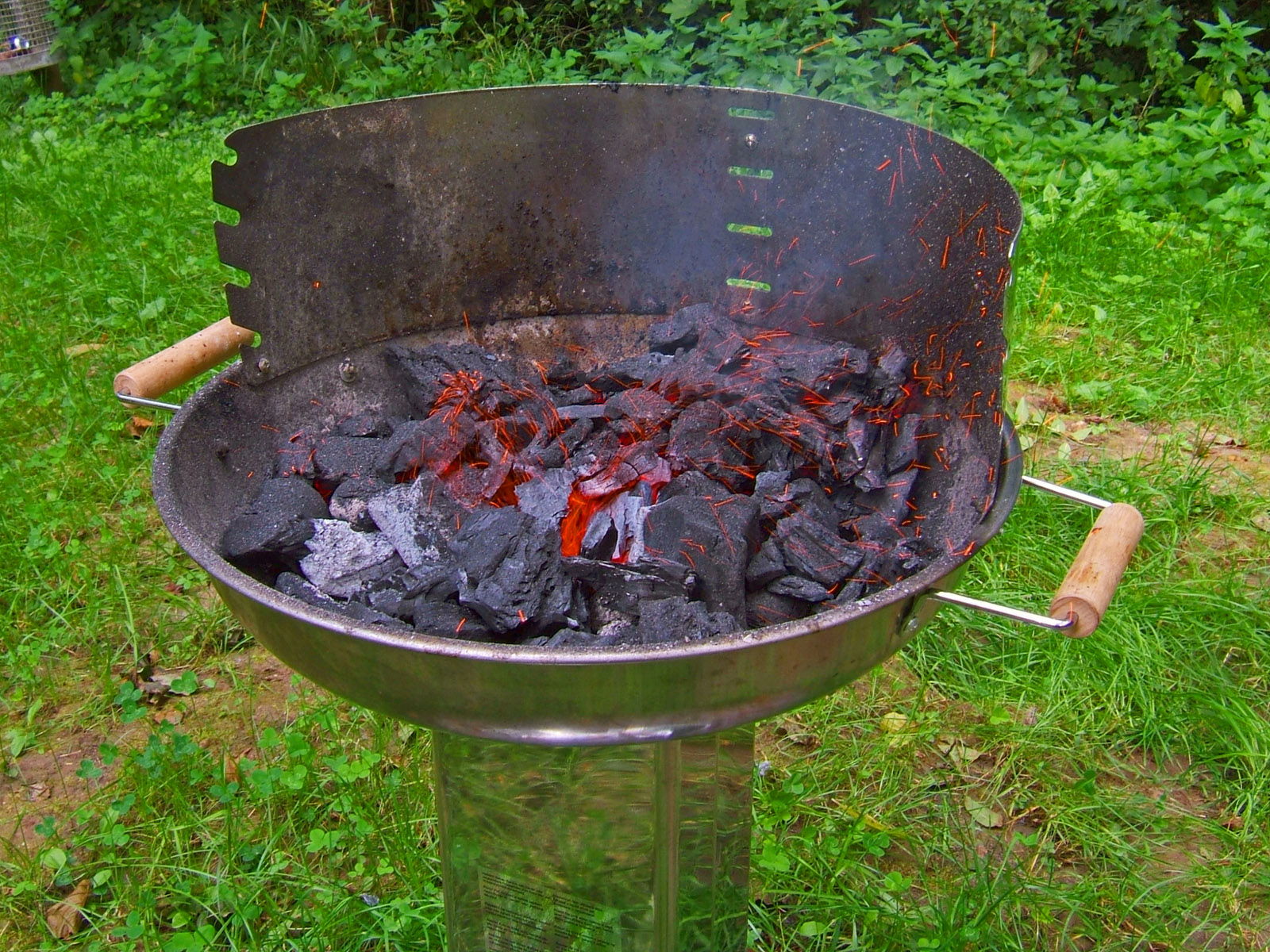
Than gỗ

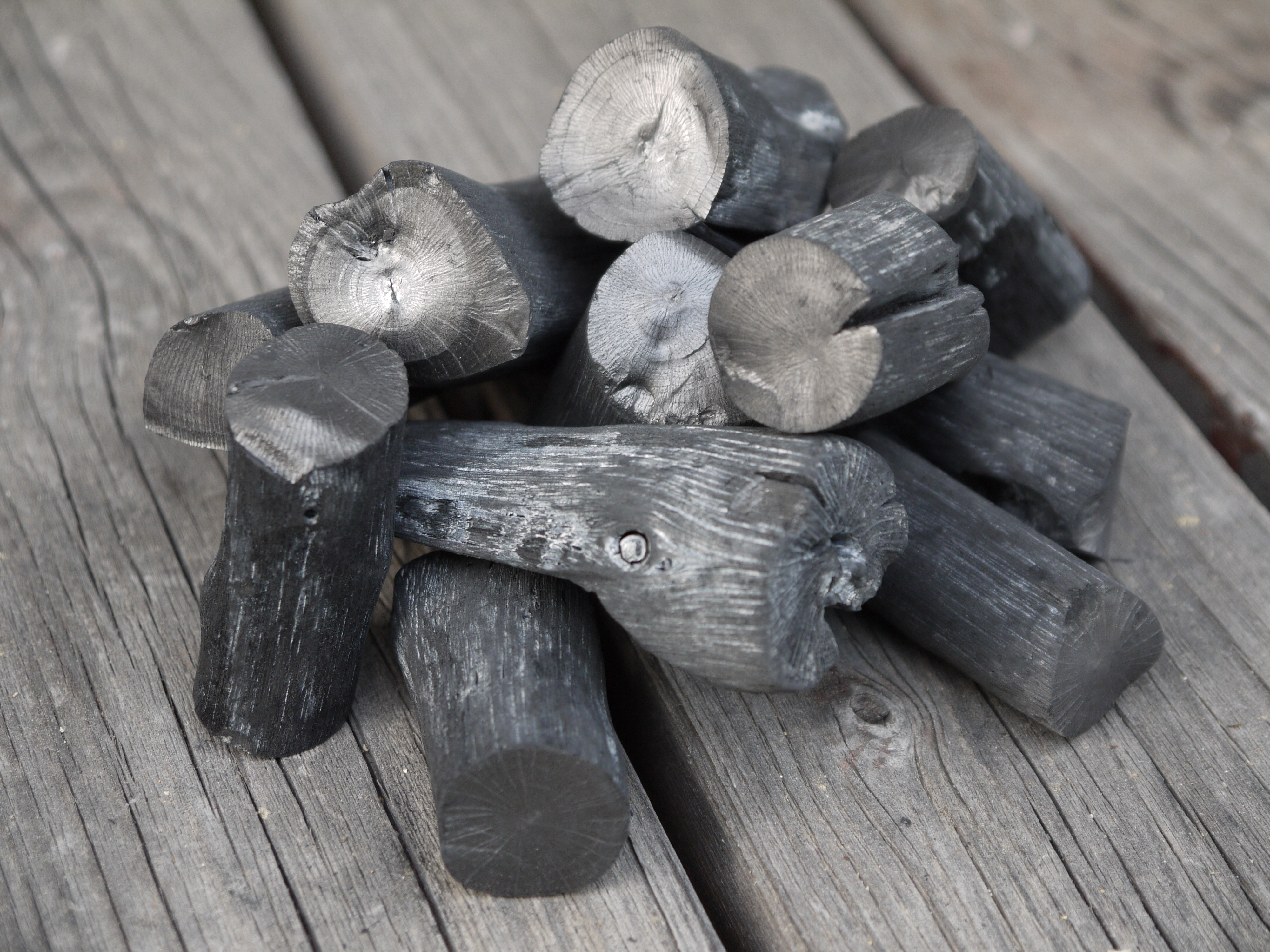
Binchōtan

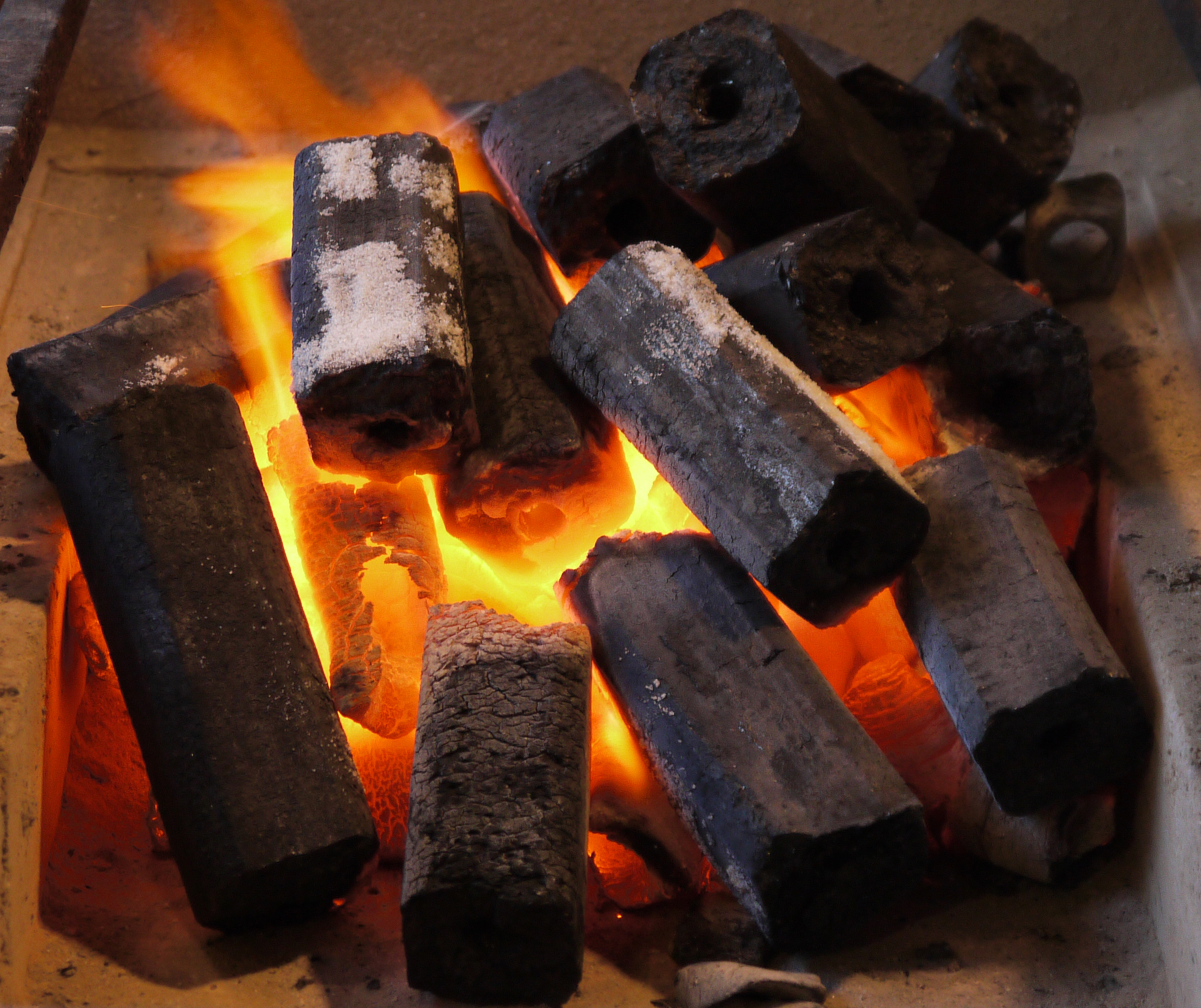
Ogatan

Than gỗ hay than củi là một chất màu đen, rất nhẹ, được chế từ gỗ qua quá trình chưng khô gỗ (tách nguyên tố cacbon ra khỏi các thành phần khác, chủ yếu là hơi nước và các chất dễ bay hơi). Than gỗ còn giữ lại được một phần dạng cấu trúc của tế bào gỗ. Chúng có khả năng hấp thụ lớn và được sử dụng làm chất hấp thụ, chất lọc, dược phẩm, chất đốt hoặc làm phụ gia của than hoạt tính và thuốc.

## Phân hạng than gỗ

### Than gỗ từ buồng đốt
Than gỗ từ buồng đốt là than gỗ nhận được từ sự phân hủy qua chưng khô gỗ của cây lá bản hoặc lá kim, trong điều kiện nhiệt độ khoảng 450 °C, có chứa từ 10–20% thành phần bay hơi và 70-80% cacbon.

### Than gỗ từ lò ủ lửa
Than gỗ từ lò ủ lửa là loại than gỗ thu được từ quá trình phân hủy bằng chưng khô gỗ của cây lá bản hoặc lá kim, trong điều kiện nhiệt độ khoảng 700 °C, không chứa trên 4% các thành phần bay hơi.
Đây là cách mà người dân miền núi tại Việt Nam hay dùng để sản xuất than gỗ, từ những thân cây tươi, trong những lò đất hàm ếch với dung tích khoảng 2-3 mét khối.